# Einar Eriksson (författare)
Erik Einar Eriksson, signaturen Einar Erix, född 1 november 1886 i Örebro, död 11 januari 1954 i Uppsala, var en svensk teknisk och skönlitterär författare och telegrafinspektör. Han var bror till skandalförfattaren Gustaf Ericsson.
Eriksson blev assistent i Telegrafverket 1912 och telegrafkontrollör 1929. Från 1919 var han redaktionssekreterare i Aftontidningen. Einar Eriksson är begravd på Uppsala gamla kyrkogård.

## Skrifter
- Här vilar inte sorgen tung, 1910. "Skildringar ur nutida beväringslif"
- Himlar och hälveten, 1911. Tretton stycken
- Drömmen om kvinnan, 1911
- Backi sakrament, 1912
- Hur jag gör min egen radio och hur den fungerar, 1923
- Vad är vad i radio? Lättfattlig ordbok, 2 omarb uppl. 1923
- Radiostunder, 1924. Rön, iakttagelser och reflexioner
- Hur skall jag bäst sköta återkopplingen i min radio? 1925
- Kom an, öde! 1933. Illustrerad av Eric Nordström
- Lita på mig! 1934
- Ett år en vår, 1938
- Karola Arholm telfonist, roman, 1940
- Diktatorn i Malmtuna, roman, 1941